# Océane Sercien-Ugolin
Océane Sercien-Ugolin, född 15 december 1997 i Cherbourg-Octeville, är en fransk handbollsspelare. Hon är vänsterhänt och spelar som högernia.

## Klubblagskarriär
Familjen flyttade till  Fontenay-aux-Roses, och där lärde hon sig spela handboll. Säsongen 2012-2013 spelade hon för d'Antony HB sen anslöt hon till Issy Paris. 2016 skrev hon proffskontrakt med Issy Paris Hand. 2017 förlorade hon cupfinalen med klubben. Metz HB vann med 33-29. 2018-2019 döpte klubben om sig till Paris 92. Sommaren 2020 bytte hon klubb till slovenska RK Krim. Med Krim vann hon 2021 det slovenska mästerskapet. Hon var med och vann Norska cupen och Norska ligan 2022/23. 

## Landslagskarriär
Sercien-Ugolin spelade för franska ungdomslandslagen. Hon deltog i U-17, U18,U-19 och U-20 laget under åren 2013-2016. Hon vann inget mästerskap under ungdomsåren.
Océane Sercien-Ugolin debuterade 29 september 2019 i franska landslaget mot Island. Samma år deltog hon i VM 2019. Ett år senare 2020 var hon med och vann en silvermedalj med Frankrike.  Hon tillhörde inte OS-truppen men byttes in som ersättare för skadade Alexandra Lacrabere den 28 juli 2021. Så blev hon OS-guldmedaljör med Frankrike. I december 2021 var hon med franska silverlaget vid VM i Spanien.

## Utmärkelser
- Riddare av Hederslegionen,  8 september 2021[10]

[Redigera Wikidata]